# Fortune 500
Fortune 500 ist eine Liste der US-amerikanischen Zeitschrift Fortune, die die 500 umsatzstärksten Unternehmen der Vereinigten Staaten pro Geschäftsjahr aufführt. Diese Firmen haben einen Anteil von zwei Dritteln am Bruttoinlandsprodukt der USA und erwirtschafteten 2018 einen Gesamtumsatz von 12,8 Billionen US-Dollar. Die Fortune 500 gilt als eine der meistzitierten Listen ihrer Art; eine Platzierung wird als „Prestigemerkmal“ für Großunternehmen bezeichnet. Die Fortune 500 ist gebräuchlicher als ihre Teilmenge Fortune 100.
Die weltweite Liste heißt Fortune Global 500.

## Geschichte
Die Fortune 500 wird seit 1955 jährlich publiziert und geht auf den Fortune-Herausgeber Edgar P. Smith zurück. Zu den Firmen auf den obersten Plätzen der ersten Liste zählten General Motors (durchgehend bis heute vertreten), Jersey Standard (heute ExxonMobil), U.S. Steel, General Electric und Chrysler. Insgesamt 57 Unternehmen sind seit 1955 in jedem Jahr auf der Fortune 500; in der gesamten Historie waren über 1800 verschiedene Firmen aufgelistet.
2018 führte Walmart die Liste zum sechsten Mal in Folge auf Platz eins an; das Unternehmen ist seit 24 Jahren dort vertreten. Den größten Sprung verzeichnete Tesla, von Platz 260 auf 123.